# New Grand Chain (Illinois)
New Grand Chain es una villa ubicada en el condado de Pulaski en el estado estadounidense de Illinois. En el Censo de 2010 tenía una población de 210 habitantes y una densidad poblacional de 76,64 personas por km².

## Geografía
New Grand Chain se encuentra ubicada en las coordenadas 37°15′16″N 89°0′57″O / 37.25444, -89.01583. Según la Oficina del Censo de los Estados Unidos, New Grand Chain tiene una superficie total de 2.74 km², de la cual 2.7 km² corresponden a tierra firme y (1.42%) 0.04 km² es agua.

## Demografía
Según el censo de 2010, había 210 personas residiendo en New Grand Chain. La densidad de población era de 76,64 hab./km². De los 210 habitantes, New Grand Chain estaba compuesto por el 84.76% blancos, el 12.38% eran afroamericanos, el 0% eran amerindios, el 0% eran asiáticos, el 0% eran isleños del Pacífico, el 0.48% eran de otras razas y el 2.38% pertenecían a dos o más razas. Del total de la población el 2.38% eran hispanos o latinos de cualquier raza.